# 雪浪站
雪浪站位於中华人民共和国江苏省无锡市滨湖区平湖路与尚德路交叉口北侧地下，是无锡地铁1号线的地铁车站，于2019年9月28日投入运营。

## 車站概要
無錫地鐵雪浪站由1号线出长广溪站沿地铁雪浪停车场出入线两侧向南，斜穿华莱坞地块，至平湖路上设站，并结合雪浪停车场上盖开发，为标准地下两层岛式车站。该站随着无锡地铁1号线南延线的开通于2019年9月28日通车。

## 車站構造
| 地面 |        |
|      | 出入口 |

| 地下 一楼 | 車站大廳           | 建设中                  |
| 地下 二樓 | 北                 | ← █ 1号线 往堰橋方向    |
| 地下 二樓 | 島式月台，左側開門 |                         |
| 地下 二樓 | 南                 | → █ 1号线 往南方泉方向→ |

## 出入口信息
| 編號 | 地点   | 可到达                     |
| ---- | ------ | -------------------------- |
| 2    | 望溪路 | 锡南路                     |
| 4    | 望溪路 | 望溪社区居委会、绿地天空树 |

## 接驳交通
本站周边尚无可用的公共交通服务。